# Tetrix sierrane
Tetrix sierrane é uma espécie de insecto da família Tetrigidae.
É endémica dos Estados Unidos da América.